# متروويب
متروويب Sp أ. هي شركة مشغلة لشبكة الألياف الضوئية ومقرها في ميلانو، إيطاليا. في عام 2011، تم الاستحواذ عليها من قبل F2i Metropolis، وهي شركة قابضة فرعية لفوندو الإيطالية في البنية التحتية (عبر F2i Reti TLC) و إنتيسا سان باولو (عبر IMI Investimenti). المالك الحالي للشركة هو شركة مترو ويب إيطاليا ، وهي شركة قابضة فرعية لصندوقفوندو الإيطالية في البنية التحتية والصندوق الاستراتيجي الإيطالي .